# Matthieu Tribes
 (mai 2017).
Si vous disposez d'ouvrages ou d'articles de référence ou si vous connaissez des sites web de qualité traitant du thème abordé ici, merci de compléter l'article en donnant les références utiles à sa vérifiabilité et en les liant à la section « Notes et références ».
Matthieu Tribes, né le 19 septembre 1979 à Brou-sur-Chantereine (Seine-et-Marne), est un acteur, réalisateur et scénariste français.

## Biographie

### Jeunesse
Matthieu Tribes est né le 19 septembre 1979 à Brou-sur-Chantereine (Seine-et-Marne). Son père est le comédien, auteur et metteur en scène Jean-Louis Tribes.

### Carrière
Il débute à la télévision en 1987 dans Mambo Satin, une émission jeunesse dans laquelle des enfants interviewent des stars. Il fait ensuite ses débuts en tant que comédien en 1989 dans Renseignements généraux avec Victor Lanoux, puis en 1990 dans un téléfilm, Le Dernier Lien, où il joue le fils de Christophe Malavoy. En 1991, il interprète le rôle de son père, Jean-Louis Tribes, dans Le Scooter à pédale, court métrage autobiographique réalisé par ce dernier. En 1994, 1995 et 1996, il double le rôle principal de Sauvez Willy, Sauvez Willy 2, L'Histoire sans fin 3, Il était une fois la forêt, Basketball Diaries. Il quitte ses études en 1996 sans son bac et décide de prendre la voie de la musique.
Il suit alors un cursus de musicologie en école de jazz pendant trois années et devient multi-instrumentiste. Il ne quitte pas les plateaux de cinéma pour autant et continue à travailler comme régisseur sur plusieurs films. Sa rencontre avec son agent Laurence Coudert en 1999 le fait revenir à la comédie. Il enchaîne plusieurs films télévisés tels que Le Lycée, La Bataille d'Hernani, La Vie quand même avec Clémence Poésy, ou Le Procès de Bobigny face à Sandrine Bonnaire. Plus tard, il est retenu comme représentant pour le parfum Diesel Fuel for Life et tourne avec M. Night Shyamalan dans son film Phénomènes (The Happening).
Dans les années 2000, il tient le rôle de Benoît dans la série Léa Parker aux côtés de Sonia Rolland (une série diffusée sur M6)
En 2008, il décide de se concentrer complètement sur la réalisation et met en scène son court métrage "CAS[id]".
Depuis 2008, on peut le voir dans les publicités de la marque de parfum Diesel : Fuel For Life.
En 2009, il rentre au sein du collectif kT prod (anciennement kourtrajmé) en tant que réalisateur et, réalise pour eux plusieurs campagnes virale.
Fin 2010, il revient à la musique, en réalisant le nouvel album Angels Are Gone de la chanteuse Larusso. Il écrit la plupart des textes, compose la musique et joue la majeure partie des instruments. L'album est composé, écrit et enregistré en deux mois au studio La Chapelle à Waimes, dans les Ardennes belges, et casse définitivement avec l'ancien univers de la chanteuse. Très orienté rock soul, l'album n'a en effet pas grand-chose à voir avec l'univers R'n'B avec lequel la chanteuse s'est fait connaître. Le 31 janvier 2012 sort le premier extrait de l'album avec le single Untouchable, dans lequel la chanteuse est en duo avec B-Real connu pour être le leader du groupe de hip-hop Cypress Hill. Il réalise d'ailleurs le clip de ce titre.
Il était en couple avec la comédienne Leslie Bevillard. Ils se sont rencontrés sur le tournage de la série française Sous le soleil. Ils ont eu un fils ensemble, Esteban. Ils sont désormais séparés.

## Filmographie

### Comme acteur
- 1989 : Renseignements généraux
- 1990 : Le Dernier Lien
- 1991 : Le Scooter à pédales
- 1998 : Terminale
- 1998 : Marin d'eau douce
- 2000 : Marc Eliot
- 2000 : Le Lycée
- 2001 : Le Lycée
- 2001 : Une femme d'honneur (série télévisée), épisode Mort programmée : Thomas, le Neveu de Pierre Roussillon
- 2001-2002 : Sous le soleil : Arthur
- 2001 : Tout pour la musique
- 2001 : Carnet d'ados (série télévisée), épisode Au bout de la nuit
- 2002 : La Bataille d'Hernani
- 2002 : Brigade des mineurs
- 2002 : Une femme d'honneur
- 2002 : La Vie quand même
- 2003 : Le Camarguais
- 2003 : S.O.S. 18
- 2004-2006 : Léa Parker (série télévisée) : Benoît Morin
- 2004 : Bingo
- 2005 : Le Procès de Bobigny
- 2005 : Si j'avais des millions
- 2006 : Une femme d'honneur (série télévisée), épisode Une erreur de jeunesse : le conducteur de la R21 blanche
- 2006-2007 : Cœur Océan (série télévisée) : Étienne
- 2006 : Une femme d'honneur
- 2006 : Les Jurés
- 2007 : Phénomènes (The Happening)
- 2007 : Le Tuteur (série télévisée), épisode Le Prodige
- 2007 : Suspectes
- 2008 : Section de recherches (série télévisée), épisode Pour le meilleur et pour le pire : Christophe Dujardin

### Comme réalisateur
- 2003 : clip Les Lendemains qui chantent pour le rappeur BonKar
- 2005 : programme court Si c'était vrai
- 2008 : CAS[id] (court métrage avec Jean-Louis Tribes, Samy Naceri, Mylène Jampanoï...)
- 2009 : publicité NERF Campagne virale 4 × 1 min 30 s (kourtrajmé)
- 2010 : publicité Mots à maux (campagne virale contre l'illettrisme) (kourtrajmé)
- 2011 : clip Untouchable pour la chanteuse Larusso et le rappeur B-Real
- 2012 : Plusieurs clip pour la société de production HK Corp
- 2017 : Campagne Protégeons les humains, pas les frontières pour le Collectif pour une Nation Refuge (CNR), avec Marina Foïs et Mathieu Kassovitz[2]

### Comme assistant réalisateur
- 1999 : 1er assistant court métrage La Nuit des cabotins
- 2001 : 1er assistant Blow Job avec Isild Le Besco, Jacques Higelin, Frédéric Diefenthal, Sacha Bourdo, Olivier Saladin
- 2005 : 1er assistant et chef opérateur moyen métrage Les Chroniques du loup
- 2005 : 1er assistant clip Ma paire de baskets pour le groupe S.P.I.C.